# لنغويني
اللنقويني هو نوع من المكرونه مثل الفيتوشيني والترنتي، لكن بيضاوية الشكل بدلا  من أ تكون مسطحة. عرضها
تقريبا 4 مليمتر (0,16) بالعرض. والتي هي أعرض من السباغيتي لكن ليست بعرض الفتوشيني. يعني أسم
لنقويني «ألسنة صغيرة» بالإيطالية. حيث هو جمع من المؤنث linguina . يطلق على للنقويني أيضا trenette أو
bavette.  النوع الأنحف من اللنقويني يطلق عليه لنقونتيني.

## المنشأ
اللنقويني أنشأت في جزء  (Genoa) و (Liguria)من إيطاليا.
حين أن السباغيتي تتضمن عادة اللحم وأطباق صلصة الطاطم، تقدم اللنقويني غالبا مع البحريات أو البيستو. تتوفر اللنقويني عادة  بالدقيق الأبيض وأنواع دقيق القمح الكامل. يصنع النوع الثاني بالعادة في إيطاليا